# Mariana Pineda
Mariana Pineda é uma peça de teatro escrita pelo dramaturgo e poeta espanhol Federico García Lorca. É baseada na vida de Mariana de Pineda Muñoz, cuja oposição ao republicano Fernando VII de Espanha tinha-se tornado parte do folclore de Granada. A peça foi escrita entre 1923 e 1925 e foi pela primeira vez re-encenada em junho de 1927, no Teatro Goya, em Barcelona. A produção foi dirigida por Lorca, com concepção cênica e figurinos de Salvador Dalí. A peça estreou em Madri em outubro, no Teatro Fontalba.